# Rhobonda
Rhobonda is een geslacht van vlinders van de familie glittermotten (Choreutidae), uit de onderfamilie Choreutinae.

## Soorten
- R. gaurisana Walker, 1863
- R. litura Felder, 1875